# 地球的起源
《地球的起源》（英語：How the Earth Was Made）是一个Pioneer Productions制作历史频道播出的电视纪录片。其试播集长达两小时，播出于2007年12月16日，着重介绍了长达46亿年的地球地质史。第一季的十三集开始于2009年2月10日，结束于2009年5月5日，第二季开始于2009年11月24日，结束于2010年3月2日，每集关注于地球上的一个特别的地质特征。

## 外部連結
- 官方网站
- 互联网电影数据库（IMDb）上《How the Earth Was Made(2007 special)》的资料（英文）
- 互联网电影数据库（IMDb）上《How the Earth Was Made(series)》的资料（英文）
- Gross, Bob. . The Oakland Press. January 5, 2009  [November 9, 2009]. （原始内容存档于2012-02-28）.